# Piero Farani
Piero Farani (nato Piero Faverzani; Cadeo, 14 novembre 1922 – Albenga, 30 novembre 1997) è stato un artigiano italiano, fondatore dell'omonima sartoria teatrale.

## Biografia
Inizia la sua carriera nel mondo dello spettacolo come attore alla Rai di Torino e nei primi anni cinquanta si trasferisce a Roma, centro cinematografico e televisivo di quegli anni. Qui, dopo aver lavorato per il cinema come attore e attrezzista, entrò nella sartoria Annamode dove iniziò la collaborazione con Danilo Donati  per la realizzazione di bozzetti destinati a spettacoli di varietà. Rimase in quella sartoria per oltre cinque anni in veste di collaboratore prima, di direttore poi. 
Nel settembre del 1962 inaugura la sua sartoria nella storica sede di Viale Mazzini. In collaborazione con Donati negli anni successivi ha creato i costumi per quasi tutti i film di Pasolini, ha collaborato con Franco Zeffirelli (nel 1968 arriva anche l'Oscar per i costumi di Romeo e Giulietta), con Fellini (altro Oscar nel 1976 per Casanova), Lattuada e molti altri.
In questi anni collaborò con costumisti come Emanuele Luzzati, Ezio Frigerio, Franca Squarciapino, Santuzza Calì e Maria de Matteis. Fra le sue opere più famose ci sono i costumi di scena del film Barbarella, basati sui disegni di Jacques Fonteray e Paco Rabanne. Poco prima di morire ha donato allo CSAC dell'Università di Parma 250 costumi, conservati e in parte esposti negli spazi dell'Abbazia di Valserena, sede del centro. È stato sostituito alla guida della sartoria da Luigi Piccolo, al suo fianco dal 1980.